# Zentrum für verfolgte Künste

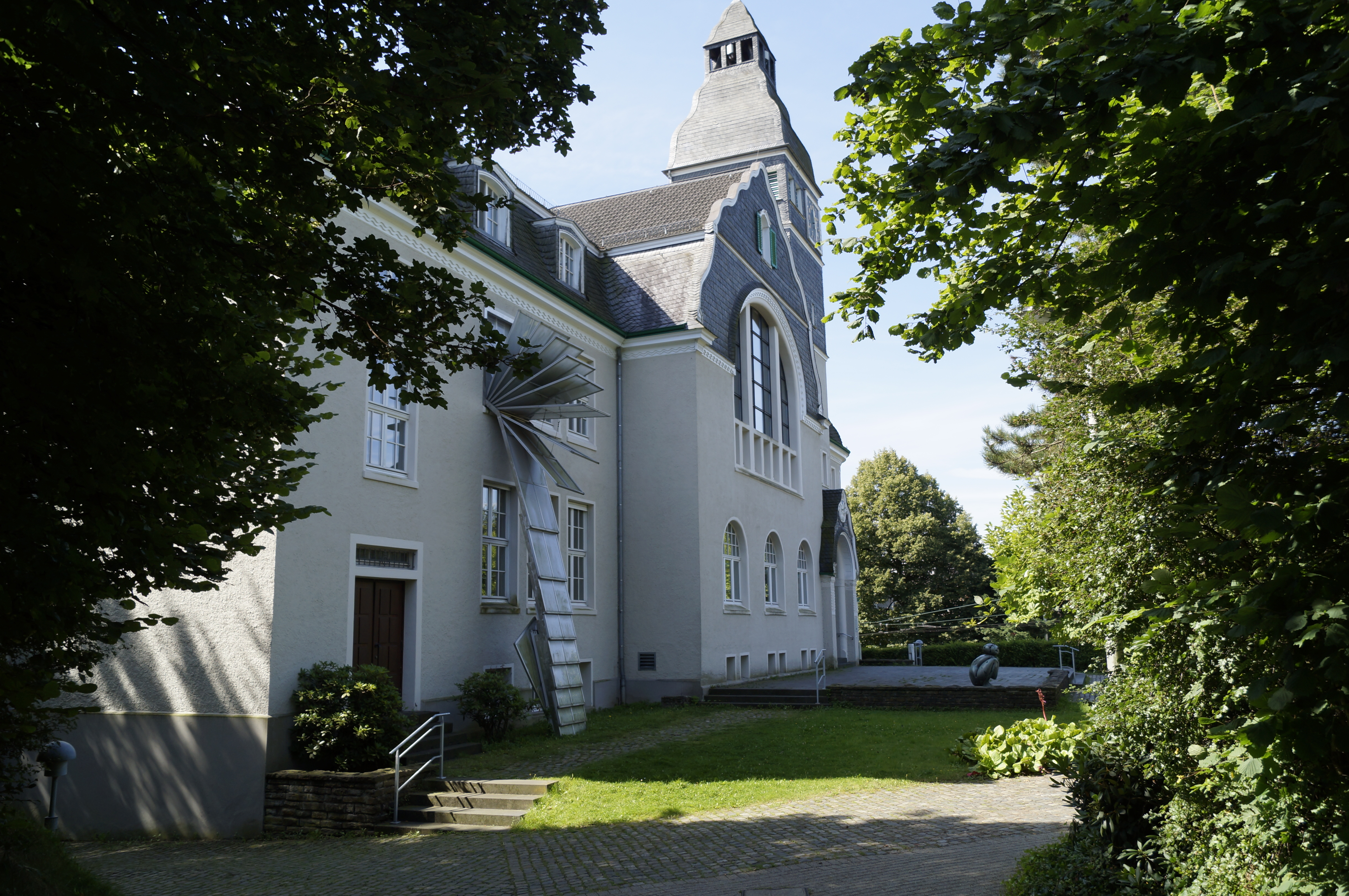
Gräfrather Rathaus, Sitz des Zentrums für verfolgte Künste (Foto 2016: Judith Schönwiesner)

Das Zentrum für verfolgte Künste in Solingen ist ein deutsches Kunstmuseum. Es ist Europas einzige Institution, die sich dauerhaft mit verfolgten Künstlern und ihren verbotenen Werken auseinandersetzt. In permanenten sowie wechselnden Ausstellungen wird ihren Schicksalen nachgegangen und die Frage nach den Ursachen für die Verfolgung von Künstlern gestellt.

## Lage
Das Zentrum befindet sich im Gebäude des ehemaligen Rathauses der Stadt Gräfrath, das es sich mit dem Kunstmuseum Solingen teilt. Das 1907/1908 erbaute Gebäude im Neubergischen Stil wurde 1995/1996 um einen rückwärtigen Anbau erweitert. Es liegt auf einer Anhöhe über dem historischen Ortskern des Solinger Stadtteils Gräfrath zwischen der Bundesstraße 224 und der Korkenziehertrasse; die Haltestellen Gräfrath und Bergerbrühl des Solinger Oberleitungsbusses 683 befinden sich in fußläufiger Entfernung.

## Geschichte
Das Zentrum wurde 2015 als gemeinnützige GmbH vom Landschaftsverband Rheinland und der Klingenstadt Solingen gegründet. Am 8. Dezember 2015 erfolgte die offizielle Eröffnung durch den damaligen Bundestagspräsidenten Norbert Lammert. Die Idee eines Zentrums für verfolgte Künste stammt von der Else-Lasker-Schüler-Gesellschaft in Wuppertal. Die Gesellschaft und deren Vorsitzender Hajo Jahn haben sich über 25 Jahre für die Errichtung einer solchen Institution eingesetzt. 
Gründungsdirektor war Rolf Jessewitsch (* 1954). Seit dem 1. Oktober 2019 ist Jürgen Kaumkötter (* 1969) Direktor des Zentrums für verfolgte Künste.
Im Januar 2023 wurden Pläne bekannt, wonach das Museum für 28 Millionen Euro umgebaut und modernisiert werden soll. Das Museumshaus soll in ein grünes Gebäude umgewandelt und das Umfeld in eine Parkanlage umgestaltet werden, die sich zur Korkenziehertrasse hin öffnet. Das Zentrum für verfolgte Künste soll damit eines der ersten nachhaltigen Museen in Deutschland werden. Hierzu war Anfang 2022 eine Machbarkeitsstudie in Auftrag gegeben worden.

## Bürgerstiftung für verfolgte Künste – Else-Lasker-Schüler-Zentrum – Kunstsammlung Gerhard Schneider
Das Zentrum für verfolgte Künste betreut die Bürgerstiftung für verfolgte Künste – Else-Lasker-Schüler-Zentrum – Kunstsammlung Gerhard Schneider. Kern der Sammlung der Bürgerstiftung sind Objekte der Kunst und der Literatur aus der Zeit der nationalsozialistischen Diktatur. Diese „Kunst der Katastrophe“ entstand im Einflussbereich des nationalsozialistischen Terrors zwischen 1933 und 1945 im Deutschen Reich oder in den von deutschen Truppen besetzten Gebieten, von Menschen auf der Flucht und im Exil. 
Entsprechend den politischen Verwerfungen dieser Zeit und der damit einhergehenden Kulturpolitik sind die damals verfolgten und ausgegrenzten Künstler heute eher unbekannt. Das Zentrum will ihrer gedenken und sie gleichzeitig zurück in die Kulturgeschichte holen.
Der erweiterte Sammlungsbereich umfasst die Zeit von 1914 bis 1989. Werke von Soldaten, die aus dem Ersten Weltkrieg als Pazifisten heimkehrten, die den Krieg und Hass zwischen den Völkern als großen Fehler in Schrift und Bild darstellten. Werke, die schon in der Weimarer Republik von den Nationalsozialisten bekämpft wurden. Diese politisch mutigen Künstlerinnen und Künstler wurden von den Nationalsozialisten als „Künstler der Systemzeit“ verunglimpft und, falls sie gegen alle Gewalt weiterhin politisch aktiv waren und sich mittels ihrer Kunst für eine friedvollere Gesellschaft engagierten, auch persönlich verfolgt. Einen besonderen Fokus legt die Sammlung auf die Nachkriegszeit und die Folgen des Nationalsozialismus, die Teilung Deutschlands und die widerständlerische Literatur aus der DDR, der zweiten deutschen Diktatur im 20. Jahrhundert, sowie auf die Literatur der Dissidenten Mittel- und Osteuropas. Basis sind hier die Literaturgeschichten Jürgen Serkes, seine Bücher „Die verbannten Dichter“ und „Zu Hause im Exil: Dichter, die eigenmächtig blieben in der DDR“. Die Sammlung bildender Kunst basiert auf der Sammlung Entdeckte Moderne von Gerhard Schneider. 
Der dritte Bereich der Sammlung zeigt gegenwärtige Bild- und Schriftwerke, die Einschränkung der persönlichen Freiheit, Flucht, Vertreibung, Verfolgung und politischen Terror darstellen. 
Als Dauerleihgabe der Else-Lasker-Schüler-Gesellschaft befindet sich im Zentrum für verfolgte Künste die größte Sammlung von Originalzeichnungen Else Lasker-Schülers außerhalb Israels.

## Wechselausstellungen
Regelmäßig organisiert das Zentrum Wechselausstellungen. Darüber hinaus wird das Thema „verfolgte Künste“ in nationalen und internationalen Kooperationen einer breiteren Öffentlichkeit nahegebracht. Hierbei erfolgt auch die Auseinandersetzung mit aktuell verfolgten Künstlern.
| Ausstellungstitel |                   |     |                    |
| --- | ----------------- | --- | ------------------ |
| Die Eröffnungsausstellungen | 9. Dezember 2015  | bis | 24. Januar 2016    |
| Verliebt in die deutsche Sprache. Die Odyssee des Edgar Hilsenrath | 6. März 2016      | bis | 10. April 2016     |
| War einmal ein Bumerang Joachim Ringelnatz – Der Maler kehrt zurück | 29. April 2016    | bis | 17. Juli 2016      |
| Jonasz Stern Landschaft nach der Vernichtung | 4. August 2016    | bis | 25. September 2016 |
| In der Reihe Befreundete Sammler zu Gast: Drei Künstlerinnen: Käthe Löwenthal und ihre Schwestern | 27. November 2016 | bis | 8. Januar 2017     |
| Literarische Bilder des Holocaust. "Die Passagierin" von Zofia Posmysz (Literaturausstellung in Kooperation mit dem MOCAK)                                                                                        | 27. Januar 2017   | bis | 26. Februar 2017   |
| Ryszard Krynicki Sehen wir uns noch? (Literaturausstellung in Kooperation mit dem MOCAK) | 8. März 2017      | bis | 29. März 2017      |
| Kunstwerk Leben Bilder, Installationen und Objekte zu Medizin, Menschenwürde und Hoffnung | 1. April 2017     | bis | 2. Juli 2017       |
| Vor 80 Jahren: Die NS-Aktion "Entartete Kunst" Ausstellung mit Neuerwerbungen der Bürgerstiftung aus Bundesmitteln                                                                                                | 19. Juli 2017     | bis | 10. September 2017 |
| Malerei und Plastik in Deutschland 1936 Die Geschichte einer verbotenen Ausstellung (Eine Ausstellung der Staats- und Universitätsbibliothek Hamburg Carl von Ossietzky und der Kunststiftung Heinrich Stegemann) | 19. Juli 2017     | bis | 10. September 2017 |
| Wider den schönen Schein der Welt Der Expressionist Werner Scholz | 26. November 2017 | bis | 4. Februar 2018    |
| Von Frankfurt nach New York Eric und Jula Isenburger | 11. März 2018     | bis | 29. April 2018     |
| Ein Leben für die verbrannten Dichter – Jürgen Serke zum 80. Geburtstag | 18. April 2018    | bis | 15. Juli 2018      |
| Vom Dunkel der Diktatur ins Licht der Freiheit Dem Solinger Maler Ernst Walsken zum 25. Todestag | 29. April 2018    | bis | 13. Mai 2018       |
| Neunte Kunst – Cartooning for Peace Karikaturen zu Flucht, Vertreibung und Menschenrechten (Eine Ausstellung in Kooperation mit Cartooning for Peace.)                                                            | 24. Juni 2018     | bis | 16. September 2018 |
| Deadlines. Kriegsbilder des ukrainischen Fotojournalisten Maks Levin 1981–2022 | 28. April 2022    | bis | 26. Juni 2022      |
| Solingen ´93 | 29. Mai 2023      | bis | 10. September 2023 |

## Film: „KICHKA. Life is a Cartoon“
Im März 2018 wurde der erste Dokumentarfilm des Zentrums für verfolgte Künste und des MOCAK Museum für Gegenwartskunst Krakau mit dem Titel Kichka. Life is a Cartoon in Brüssel uraufgeführt. 
Kichka. Life Is a Cartoon ist ein Film über eine Vater-Sohn-Beziehung. Henri, der Vater (geboren 1926 in Brüssel), ist Opfer und Zeitzeuge des Holocaust. Michel, der Sohn (geboren 1954 in Seraing/Lüttich), wartet seit seiner Kindheit auf Erklärungen. Der Film zeigt, wie das Trauma der Shoah – auch unausgesprochen – das Leben aller Familienmitglieder bestimmt. Der Film begleitet Vater und Sohn Kichka zwei Jahre lang zu vielen Gesprächspartnern in Israel, Belgien und Frankreich. Trotz oder gerade wegen des bedrückenden Themas ist die Dokumentation voller Leichtigkeit, Zuneigung und Hoffnung.
Henri Kichka, 1926 in Brüssel geboren, wurde 1942 zusammen mit seinen Eltern und zwei Schwestern von der Gestapo verhaftet. Drei Jahre musste er in Konzentrationslagern verbringen, seine Mutter und seine Schwestern wurden ermordet. Sein Vater starb auf dem Weg nach Buchenwald, wo Henri 1945 befreit wurde. Nach dem Krieg kehrte Henri nach Brüssel zurück und heiratete. Das Ehepaar bekam vier Kinder: Hannah, Michel, Irène und Charly. Der Sohn Michel Kichka wanderte als 20-Jähriger nach Israel aus, gründete eine Familie und begann eine Karriere als Cartoonist. 2012 veröffentlichte er die Graphic Novel Zweite Generation. Sie war seinem jüngeren Bruder gewidmet, der sich das Leben genommen hatte. Hauptthema ist jedoch die Beziehung zwischen Sohn Michel und Vater Henri als Opfer und Zeitzeuge des Holocaust. Das Buch zeigt auf, wie dieses Trauma die seelische Verfassung aller Mitglieder einer Familie bestimmt.
Kichka zeigt das Potential des Cartoons als Kunstform – nur durch diese Kunst sind Vater und Sohn schließlich fähig, miteinander zu kommunizieren, über das Leben des Vaters als Zeitzeuge zu reden und ihre Sprachlosigkeit zu überwinden. Michel Kichka erörtert die Verantwortung der zweiten Generation im Gespräch mit Beate und Serge Klarsfeld. Im Dialog mit dem Le-Monde-Cartoonisten Jean „Plantu“ Plantureux, Begründer von „Cartooning for Peace“, erweitert der Film sein Sujet von der Shoah auf die politische Karikatur und die Rolle von Comics als künstlerische Form.

## Auszeichnungen
Im Dezember 2015 wurde das Museum von der britischen Tageszeitung The Guardian als eines der zehn besten neuen Museen weltweit genannt.